# Champeaux (Manica)
Champeaux è un comune francese di 363 abitanti situato nel dipartimento della Manica nella regione della Normandia.
Fa parte del cantone di Sartilly, nella circoscrizione (arrondissement) di Avranches.

## Società

### Evoluzione demografica
Abitanti censiti